# (683) Ланция
(683) Ланция (нем. Lanzia) — довольно крупный астероид главного пояса. Он был открыт 7 июля 1904 года немецким астрономом Максом Вольфом в обсерватории Хайдельберг-Кёнигштуль в Германии и назван в честь немецкого промышленника  Генриха Ланца, который предоставил 4 млн золотых марок на развитие науки, из которых один миллион пошёл на строительство Гейдельбергского университета.
- Орбита астероида Ланция и его положение в Солнечной системе